# U 241
U 241 war ein deutsches U-Boot vom Typ VII C, das im Zweiten Weltkrieg von der deutschen Kriegsmarine eingesetzt wurde.

## Technische Daten
Der Auftrag für das Boot wurde am 10. April 1941 an die Werft Germaniawerft, Kiel vergeben. Die Kiellegung erfolgte am 4. September 1942, der Stapellauf am 25. Juni 1943. Die Indienststellung unter Oberleutnant zur See Arno Werr fand schließlich am 24. Juli 1943 statt.

## Geschichte
Das U-Boot gehörte nach seiner Indienststellung am 24. Juli 1943 bis zum 31. März 1944 zur 5. U-Flottille und vom 1. April 1944 bis zum 18. Mai 1944 zur 3. U-Flottille. U 241 versenkte ein angreifendes Flugboot.

## Verbleib
U 241 wurde am 18. Mai 1944 bei Färöer durch ein Flugzeug des Vereinigten Königreichs versenkt.